# Cerro Tiotepec
El Cerro Tiotepec és la muntanya mes alta de l'estat de Guerrero, Mèxic. El cim s'eleva fins als 3.550 metres sobre el nivell del mar, i forma part de la Sierra Madre del Sur. Té una prominència de 2,160 metres.